# Ludwig Helmbold

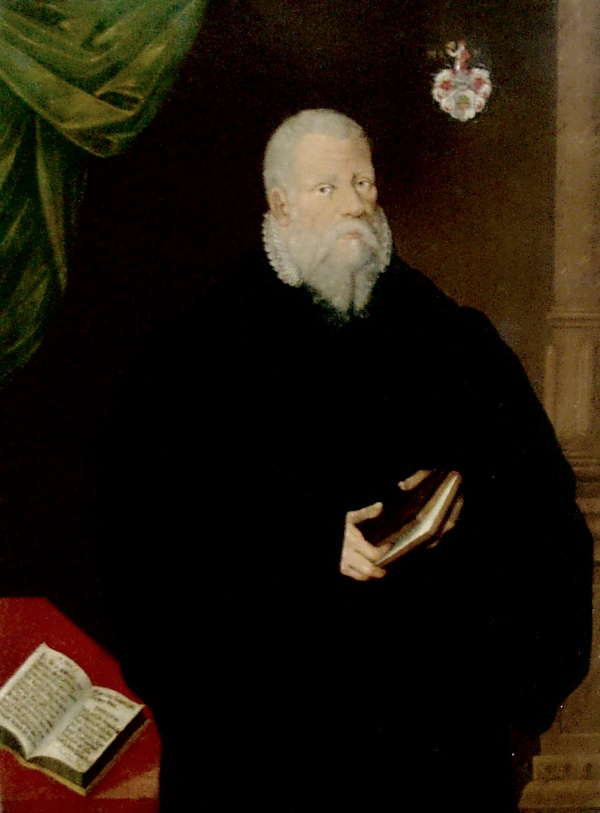
Ludwig Helmbold

Ludwig Helmbold, född 21 januari 1532, död 8 april 1598. Rektor och professor i filosofi i Erfurt och superintendent i Mühlhausen, Thüringen. Tre av hans psalmer var översatt och publicerades i 1695 års psalmbok. Han finns representerad i Den svenska psalmboken 1986 med originaltexten till ett verk (nr 551). I den tyska Evangelischen Gesangbuch är han representerad med två av sina 100-talet psalmtexter (nr 320 och nr 365). Han utnämndes år 1566 till hovpoet av kejsar Maximilian II.

## Psalmer
- Från Gud vill jag ej vika (1695 nr 283, 1986 nr 551) skriven 1563 Von Gott will ich nicht lassen, denn er lässt nicht von mir
- Nu låt oss Gudh wår HERra (Göteborgspsalmboken 1650 s. 210-211, 1695 nr 342) Nun lasst uns GOTT den HERREN
- War gladh min siäl och fatta modh (1695 nr 238) diktad 1578 Frisch auf / mein Seel!